# Waterfall (The Stone Roses)
Waterfall è un brano del gruppo musicale britannico The Stone Roses, pubblicato come quarto singolo estratto dall'eponimo album di debutto della band. Il singolo fu pubblicato il 30 dicembre 1991 e raggiunse la 27ª posizione della classifica britannica dei singoli.
La versione presente nel singolo è diversa da quella presente sull'album, dato che è stata remixata da Paul Oakenfold e Steve Osborne. In un sondaggio condotto nel 2013 dal giornale The Guardian, il brano è stato il 5° più votato come "canzone degli Stone Roses preferita di tutti i tempi".

## Tracce
7" vinyl (Silvertone ORE 35)
Cassette (Silvertone ORE C 35)
1. Waterfall (3:31)
2. One Love (3:40)

12" vinyl (Silvertone ORE T 35)
1. Waterfall (5:23)
2. One Love (7:10)

CD (Silvertone ORE CD 35)
1. Waterfall (7" version) (3:31)
2. One Love (7" version) (3:40)
3. Waterfall (12" version) (5:23)
4. One Love (12" version) (7:10)

## Formazione
Musicisti
- Ian Brown - voce
- John Squire - chitarra
- Mani - basso
- Reni - batteria, cori

Produzione
- "Waterfall" remixata da Paul Oakenfold e Steve Osborne
- "One Love" remixata da Adrian Sherwood